# 施泰嫩费尔斯
施泰嫩费尔斯是德国巴登-符腾堡州的一个市镇。总面积17.31平方公里，总人口2783人，其中男性1395人，女性1388人（2011年12月31日），人口密度161人/平方公里。